# Peter Bongartz
Peter Bongartz (Greifswald, 22 maggio 1942) è un attore tedesco, attivo prevalentemente in campo televisivo e teatrale.
Sul piccolo schermo, ha partecipato a circa un'ottantina di differenti produzioni a partire dalla metà degli anni sessanta.
Tra i suoi ruoli principali, figurano, tra l'altro, quello di Marek Dawidowicz nella miniserie televisiva Un pezzo di cielo (Ein Stück Himmel, 1982), quello di Patrik Pacard nell'omonima miniserie televisiva (1984), quello di Altenburg nella serie televisiva Mission Eureka (1989), quello del Dottor Arthur Laubach nella serie televisiva Julia - Eine ungewöhnliche Frau (1999-2003; ruolo che gli ha valso una nomination al Romy Award), quello di Urban Fuchs nella serie televisiva Heiter bis tödlich - Fuchs und Gans (2012-2013) , ecc.; è inoltre un volto noto al pubblico per essere apparso come guest-star in varie serie televisive, in particolare Tatort, L'ispettore Derrick e Il commissario Köster/Il commissario Kress (Der Alte)

## Filmografia parziale

### Cinema
- Heisses Pflaster Köln (1967)
- Umwege nach Venedig (1989)
- Mörderischer Frieden (2007)
- Pommes essen (2012)

### Televisione
- Familie Leitmüller - miniserie TV, 1 episodio (1966)
- L'altro (Alexander Zwo) - serie TV, 1 episodio (1972)
- Ein Wochenende des Alfred Berger - film TV (1972)
- Frühbesprechung - serie TV, 1 episodio (1973)
- Unter Ausschluß der Öffentlichkeit - serie TV, 3 episodi (1973) - Dott. Bode
- Tatort - serie TV, 12 episodi (1974-1998) - ruoli vari
- Streng geheim - serie TV, 1975
- Karl, der Gerechte - serie TV, 1975
- Das Fräulein von Scuderi - film TV (1976)
- Notsignale - serie TV, 1 episodio (1976)
- Der Weilburger Kadettenmord - film TV (1976)
- Es muß nicht immer Kaviar sein - serie TV, 1 episodio (1977)
- MS Franziska - serie TV, 1 episodio (1978)
- Un pezzo di cielo (Ein Stück Himmel) - miniserie TV (1982)
- Der Andro-Jäger - serie TV (1982)
- Single liebt Single - film TV (1982)
- L'ispettore Derrick - serie TV ep. 10x04, regia di Helmuth Ashley (1983) - Alexander Rudow
- Tiefe Wasser - miniserie TV (1983)
- Il commissario Köster/Il commissario Kress (Der Alte) - serie TV, 5 episodi (1983-1993) - ruoli vari
- Das leise Gift - film TV (1984)
- Turf - serie TV (1984)
- Patrik Pacard - miniserie TV, 6 episodi (1984) - Patrik Pacard
- Der Millionen-Coup - miniserie TV (1984)
- Wochenendgeschichten - serie TV, 1 episodio (1985)
- L'ispettore Derrick - serie TV, ep. 12x07, regia di Jürgen Goslar (1985) - Bernhard D. Kolewski
- Rückfahrt in den Tod - film TV (1986) - Paul Kranz
- Kein Alibi für eine Leiche - film TV (1986) - David Ryder
- L'ispettore Derrick - serie TV, ep. 13x11, regia di Alfred Weidenmann (1987) - Robby Bracht
- Mrs. Harris - Der geschmuggelte Henry - film TV (1987)
- Kommissar Zufall - serie TV, 1 episodio (1987)
- SOKO 5113 - serie TV, 3 episodi (1987-1989) - Klönne
- Der Knick - Die Geschichte einer Wunderheilung - film TV (1988)
- L'ispettore Derrick - serie TV, ep. 16x02, regia di Wolfgang Becker (1989) - Rudolf Kissler
- Mission Eureka - serie TV (1989) - Altenburg
- Die Männer vom K3 - serie TV, 1 episodio (1989)
- Un caso per due - serie TV, 1 episodio (1989)
- L'ispettore Derrick - serie TV ep. 17x02, regia di Horst Tappert (1989) - Sebastian Dorn
- Voll daneben - Gags mit Diether Krebs - miniserie TV (1990)
- Die Kupferfalle - film TV (1990)
- Insel der Träume - serie TV, 1 episodio (1990)
- Mein Bruder, der Clown - film TV (1991)
- Mit List und Krücke - serie TV, 1 episodio (1992)
- Eurocops - serie TV, 1 episodio (1992)
- Das Sahara-Projekt - miniserie TV (1993)
- Faber l'investigatore - serie TV, 2 episodi (1994-1997) - ruoli vari
- Flucht ins Paradies - miniserie TV (1995)
- Feuerbach - serie TV (1996) - Dott. Friedrich Feuerbach
- Die Geliebte - serie TV (1996)
- SOKO 5113 - serie TV, 1 episodio (1997) - Hans Kosska
- La nave dei sogni - serie TV, 2 episodi (1998-2005)
- Rosamunde Pilcher - Rosen im Sturm - film TV (1999) - Dott. Paul Manleigh
- Julia - Eine ungewöhnliche Frau - serie TV, 63 episodio (1999-2003) - Dott. Arthur Laubach
- Utta Danella - Der schwarze Spiegel - film TV (2000) - Karl Ravinski
- S.O.S. Barracuda - serie TV, 1 episodio (2000)
- Meine große Liebe - film TV (2005)
- Utta Danella - Eine Liebe im September - film TV (2006) - Dott. Robert Gerlach
- Squadra Speciale Vienna - serie TV, 1 episodio (2006)
- Im Tal der wilden Rosen - serie TV, 1 episodio (2007)
- Ein Ferienhaus in Schottland - film TV (2008)
- Il segreto di Anna - film TV (2008)
- Tango im Schnee - film TV (2009) - Johann Quast
- Heiter bis tödlich - Fuchs und Gans - serie TV, 12 episodi (2012-2013) - Urban Fuchs

## Premi e nomination
- 1983: Premio Adolf Grimme per Un pezzo di cielo (condiviso con Franz Peter Wirth e Dana Vávrová)[3]
- 2004: Nomination al Romy Award come miglior attore in una serie televisiva per Julia - Eine ungewöhnliche Frau[3]